# 葵ゆりか
葵 ゆりか（あおい ゆりか、1985年5月21日 - ）は、日本のタレント、モデル、元グラビアアイドル、元レースクイーン。愛称は、ゆりっち。フェイスネットワーク、ワンエイトプロモーションを経て、現在はフリーで活動している。

## 略歴
愛知県名古屋市出身。展示会でのスカウトを機にフェイスネットワークに所属し、2008年、フォーミュラ・ニッポン「team 5 ZIGEN」のレースクイーンとしてデビュー。同年、芸能人女子フットサルチーム『ZENT sweeties』に加入（背番号「9」）。
2009年12月、所属していたフェイスネットワークが会社解散したことに伴い、2010年2月よりワンエイトプロモーションに移籍。同年2月7日のエンジェルリーグをもってZENT sweetiesを退団（それから2ヵ月後の2010年4月3日をもってチーム自体が解散した）。この年の秋には東名阪ネット6の番組『方言彼女。』への出演もあった。
2011年には東京オートサロンのイメージガール『A-class』メンバーとして活動。同年2月の福岡カスタムカーショーにも出演した。この年の夏からはテレビ東京のバラエティ番組『やりすぎコージー』に10代目やりすぎガールとしてレギュラー出演するも、加入からわずか2カ月弱で番組自体が終了する憂き目に遭っている。
2013年にはスノーボード番組『SNOW SWEET LIFE』でテレビ番組のMCを初めて務めた。
2015年4月6日のブログで、同年5月4日の撮影会を以ってワンエイトプロモーションを退社することを発表した。その後芸能活動については、同年7月13日のブログでできる限り継続していくこととし、フリーで活動している。
2017年中に結婚していたことが明らかになり、グラビアアイドルからは卒業となった。2018年未明に第1子を出産。

## 人物
- 愛犬家であり、2014年12月より飼い始めたミックス犬のにょろと、2017年6月より飼い始めたポメラニアンのおもちを溺愛し、度々本人のSNSに登場させている。
- 実家の家族構成：おちゃめな父親と元ミス日本の母親、妹想いの兄、ゆりっちの4人家族
- 趣味：スノーボード（その腕前はパークのジャンプ台で飛べるほど）、マリンスポーツ、読書、ショッピング
- 特技：短距離走　趣味でもあるスノーボード
- チャームポイントは「ハスキーボイス」
- 冬の寒さは大の苦手で、夏が好きで海も大好きである。
- ピンクとリボンとキラキラをこよなく愛する。
- お酒を飲むことが好きで、特に赤ワインを好む。重めのものが好み。
- 激辛料理が好きで辛さには人並みはずれた強さをもつ。
- 焼き鳥・牛串などの串焼きは塩味が好き。
- 2010年夏にiPhone 4を購入し、しゃべるお父さんストラップもあわせてGETした。
- 芸能界に入った理由は、人に勇気・パワーや笑顔を与える仕事がしたくこの仕事を始め、現在に至る。
- スープカレーが大好き。

### 交友関係
- 2009年まで所属していたフェイスネットワークで一緒だったくぼたみかとは、ダーリンとハニーの関係なほど仲良しである。また同じフェイスの所属者だった稲垣慶子、柑谷あゆみ、松本麻実[10]、坂本麻衣とは今でも仲が良く[11]、特に表舞台から退いた稲垣とは今でも交流が続いている[12]。
- プライベートでは前述のくぼたみかや『方言彼女。』で共演した古崎瞳、フィットワン所属の野田彩加と一緒に遊びに行ったりする[13][14]。
- 『やりすぎコージー』や『ざっくりハイボール』で共演した水谷望愛とは同じ名古屋出身でもある[15]。また、大矢真夕とは同じ愛知県出身であるが、誕生日が6日違いということもあってか、プライベートでも仲が良い[16]。
- 春菜めぐみとはA-classややりすぎコージー等で共演する機会が多く、撮影会で一緒になることもある。本人いわく「姉妹のように仲が良い」[17]とのこと。

## レースクイーン・イメージガール
| 年度            | カテゴリー             | チーム名                                   |
| --------------- | ---------------------- | ------------------------------------------ |
| 2008年 - 2009年 | フォーミュラ・ニッポン | team 5 ZIGEN RACEQUEEN                     |
| 2009年 - 2011年 | SUPER GT               | R&D SPORT SUBARU LEGACY B4レーシングギャル |
| 2012年 - 2013年 | D1グランプリ           | GOODYEAR ANGEL                             |
| 2013年          | SUPER GT               | apr エンジェルズ                           |
| 2014年          | SUPER GT               | SYNTIUM Apple MP4-12C PETRONAS Queens      |

イメージガール
- 2009年　筑波サーキットレースクイーン

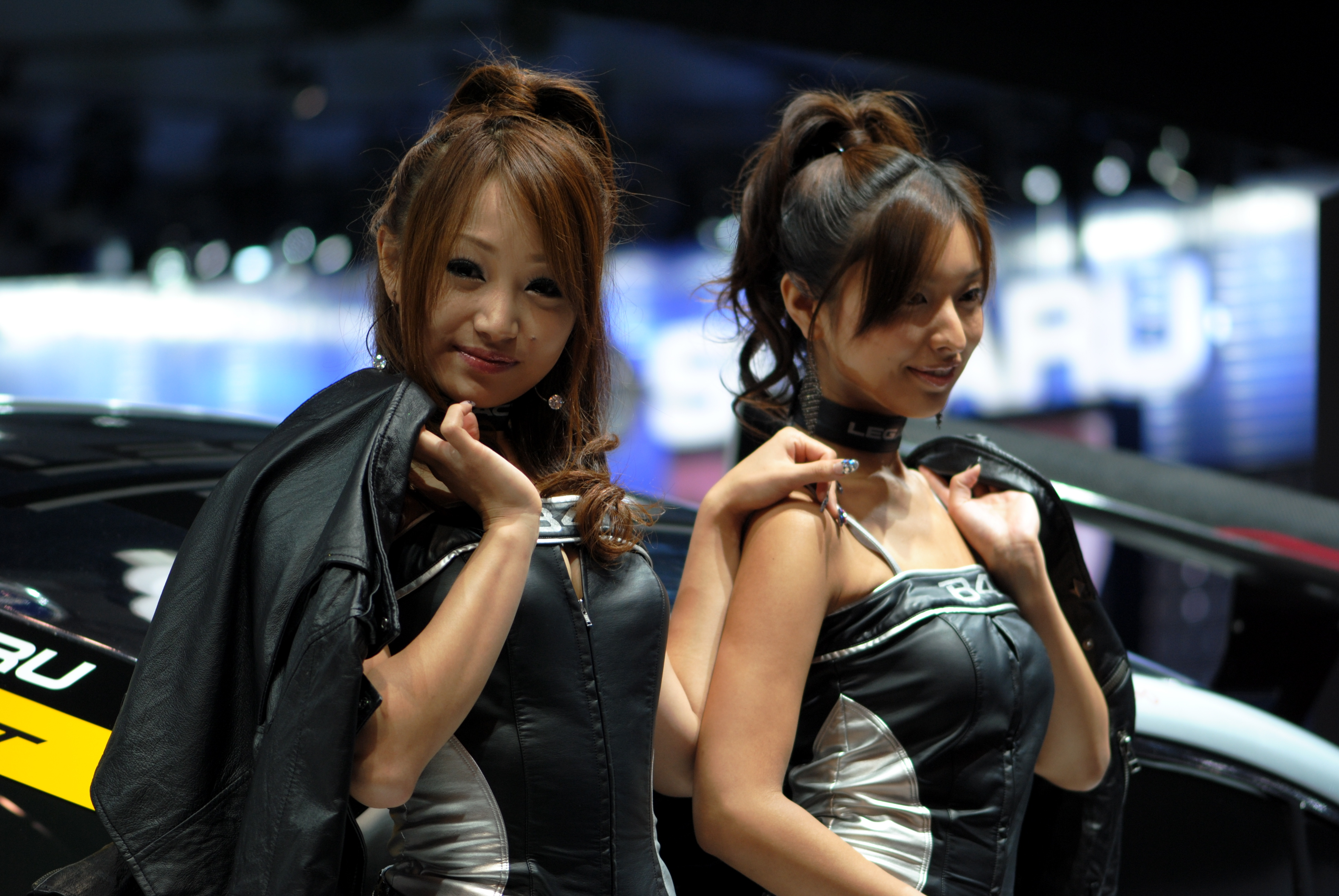
SUBARU LEGACY B4 GALS時代。写真左が葵ゆりか、右が小林葵依。（2009年・東京モーターショーにて）

- 2009年～2010年 ドライバースタンド「2りんかん」 イメージガール
- 2011年 東京オートサロンイメージガール「A-class」

## 作品

### CD
- TOKYO AUTOSALON presents EVOLUTION #07（2010年12月1日、avex trax）
  - 曲名『ETERNAL JOURNEY』

### DVD
| 枚  | タイトル         | 発売元                   | 発売日         |
| --- | ---------------- | ------------------------ | -------------- |
| 1st | 鼓動             | SELL FLASH               | 2008年7月23日  |
| 2nd | ゆりっちのキモチ | イーネット・フロンティア | 2010年10月20日 |
| 3rd | エロかわゆりっち | オルスタックピクチャーズ | 2011年2月25日  |
| 4th | だしすぎちゃった | リバプール               | 2011年7月29日  |
| 5th | ラブデート       | エアーコントロール       | 2012年5月25日  |
| 6th | 美脚責め         | グラッソ                 | 2014年7月25日  |

## 出演

### テレビ
- お願い!ランキング（テレビ朝日） - ベストカップガールとして出演
- 中居正広の金曜日のスマたちへ（TBS）
- SMAP×SMAP（関西テレビ・フジテレビ）
- めちゃ×2イケてるッ!（フジテレビ）
- ロンドンハーツ（テレビ朝日）
- 方言彼女。（テレビ埼玉・チバテレビ・テレビ神奈川・三重テレビ・KBS京都・サンテレビ）
- きゃくれ家（朝日放送）
- A×Aダブルエー（テレビ東京）・・・A-class
- 2010年旅の総決算! クチコミ＆人気ランキング（テレビ東京）
- ペケ×ポン（フジテレビ）
- TOKYO DRIFT GIRLS（テレビ東京）・・・A-class
- くだまき八兵衛X（テレビ東京）
- やりすぎコージー（テレビ東京） - 10代目やりすぎガール
- ざっくりハイボール（テレビ東京） - ざっくりハイガール
- ハコニワ（2012年5月、東京インターネット放送局）
- SNOW SWEET LIFE（J SPORTS、北海道文化放送他・2013年1月 - 3月）

### ラジオ
- 高田純次・河合美智子の東京パラダイス（文化放送） グラドルパラダイスのコーナーに出演
- 細川茂樹 SBSで行こう!（静岡放送） ゲスト出演

### CM
- 健康コーポレーション「RIZAP」（2014年）

### Vシネマ
- 女怪盗 レディキャッツ（ZENピクチャーズ）リン役（Vシネ初主演）
  - 前編：2010年7月23日、後編：2010年8月27日発売

### 舞台
- W-Speak第四回公演『笑劇LOVERS』「ストップガール」「帰ってきたキス部」（2012年12月26日 - 12月30日、池袋･シアターKASSAI）
- 『SAKURA』（2013年3月27日 - 4月1日、両国エアースタジオ）

### 書籍・雑誌
- 2010年4月26日発行 「EX MAX!」アイドル秘密の花園コーナー
- 2010年4月30日発行 「GALS PARADISE」2010SUPER GT RQオフィシャルガイドブック 表紙及びR&D SPORT SUBARU B4レーシングギャル紹介ページ
- 2010年7月24日発行 「GALS PARADISE」レースクイーンデビュー編　表紙、グラビア及びR&D SPORT SUBARU B4レーシングギャル紹介ページに掲載
- 2010年7月22日発売　「はなまるワーク」2010年8月号の表紙に掲載
- 2011年1月29日発行　2011年東京オートサロン オフィシャルブック「A-class」紹介ページに掲載
- 2011年2月24日発行　「GALS PARADISE」2011オートサロン編「A-class」紹介ページに掲載
- 2011年3月8日号　　 「FLASH」
- 2017年3月～ 「GOLF TODAY」（三栄書房）GTバーディーズ[3]

### 展示会・イベント
- 東京オートサロン
  - 2008年「トラスト」、2009年「ZELE」、2011年イメージガール「A-class」、2012年「日野自動車」、2013年「GOODYEAR」、2014年「SUZUKI[1]」
- 東京モーターサイクルショー
  - 2008年「ヤマハ」、2009年「HYOD」
- 東京モーターショー
  - 2007年「BOSCH」、2009年「SUBARU」
- 東京ゲームショー2010「GAMANIA」（2010年）
- SENGOKU RAIDEN CHAMPIONSHIP（SRC）ラウンドガール（2010年）
- 2010年4月24日、秋葉原にオープンした「ガンダムカフェ」にセイラさんのコスチュームで登場
- 2010年5月30日　ONEDAY SMILE主催「第2回袖森フェスティバル」婦警さんのコスチュームで登場
- 2010年10月2日　モータースポーツジャパンフェスティバル2010　SUBARUブース
- 2011年2月19日～20日 「福岡カスタムカーショー2011」（福岡ドーム）にA-classとして参加
- 2014年2月14日～16日 「大阪オートメッセ2014」（京セラドーム大阪） SUZUKIブース

### ネット配信
- あっ!とおどろく放送局 - アイドルユニットTeach!のゆりか先生として国語を担当
- DMM　ネットTVトークライブ友達が少ないアイドル・・・「今夜は酔いどれトークライブ」の回に出演

### パチスロ
- ラブ嬢（2013年、オリンピア）[18]